# Haibach ob der Donau
Haibach ob der Donau ist eine Gemeinde mit 1278 Einwohnern (Stand 1. Jänner 2024) in Oberösterreich im Bezirk Eferding im Hausruckviertel.

## Geografie

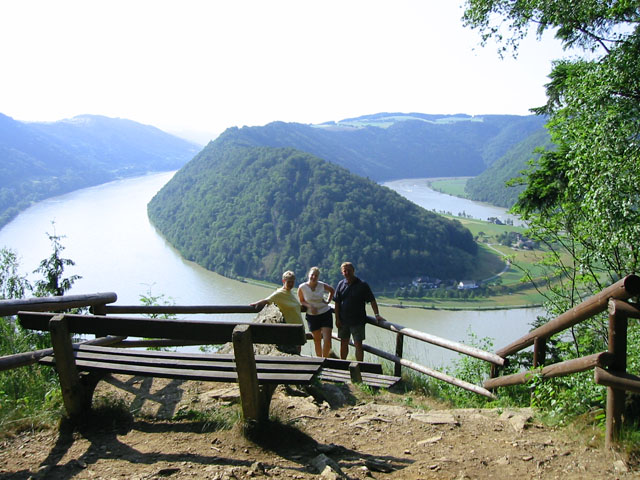
Schlögener Schlinge in der Gemeinde Haibach ob der Donau

Haibach liegt zwischen Passau und Linz südlich der Donau. Diese bildet von Nordwesten mit der Schlögener Donauschlinge bis Osten die Gemeindegrenze. Vom Donauufer in rund 280 Meter über dem Meer steigt das Land steil auf 500 Meter an. Daran schließt nach Süden ein hügeliges Gebiet an, das im Westen durch den Freyentalerbach begrenzt wird. Die Grenze im Süden bildet die Aschach, deren Tal tief eingeschnitten in 300 Meter Meereshöhe liegt. Die höchste Erhebung in der Gemeinde ist der Kalvarienberg mit 562 Meter.
Die Ausdehnung beträgt von Nord nach Süd 9 Kilometer, von West nach Ost 7,2 Kilometer. Die Gemeinde hat eine Fläche von 26 Quadratkilometer. Davon sind 48 Prozent bewaldet, 39 Prozent werden landwirtschaftlich genutzt und acht Prozent entfallen auf Gewässer.

### Gemeindegliederung
Das Gemeindegebiet umfasst folgende 35 Ortschaften (in Klammern Einwohnerzahl Stand 1. Jänner 2024):
- Au (8)
- Bach (73)
- Berg (11)
- Donauleiten (2)
- Dorf (58)
- Eckersdorf (24)
- Gemersdorf (36)
- Grub (38)
- Haibach ob der Donau (484)
- Hinterberg (31)
- Inzell (18)
- Kobling (6)
- Kolleck (0)
- Komas (63)
- Lehen (14)
- Linetshub (21)
- Mannsdorf (66)
- Moos (25)
- Mühlbach (6)
- Obergschwendt (14)
- Oberhub (51)
- Oedt (24)
- Pamet (11)
- Pichl (8)
- Pühret (18)
- Reith (21)
- Rennersdorf (8)
- Schauerdoppl (5)
- Schlögen (23)
- Schlögenleiten (17)
- Sieberstal (20)
- Starz (2)
- Untergschwendt (12)
- Wies (0)
- Wiesing (60)

Die Gemeinde besteht aus den beiden Katastralgemeinden Haibach und Mannsdorf.
Die Gemeinde liegt im Gerichtsbezirk Eferding.

### Nachbargemeinden
| Hofkirchen im Mühlkreis (RO) | Niederkappel (RO)                           |                             |
| St. Agatha (GR)              | Kompassrose, die auf Nachbargemeinden zeigt | Kirchberg ob der Donau (RO) |
| Stroheim                     |                                             | Hartkirchen                 |

## Geschichte

### Ortsgeschichte

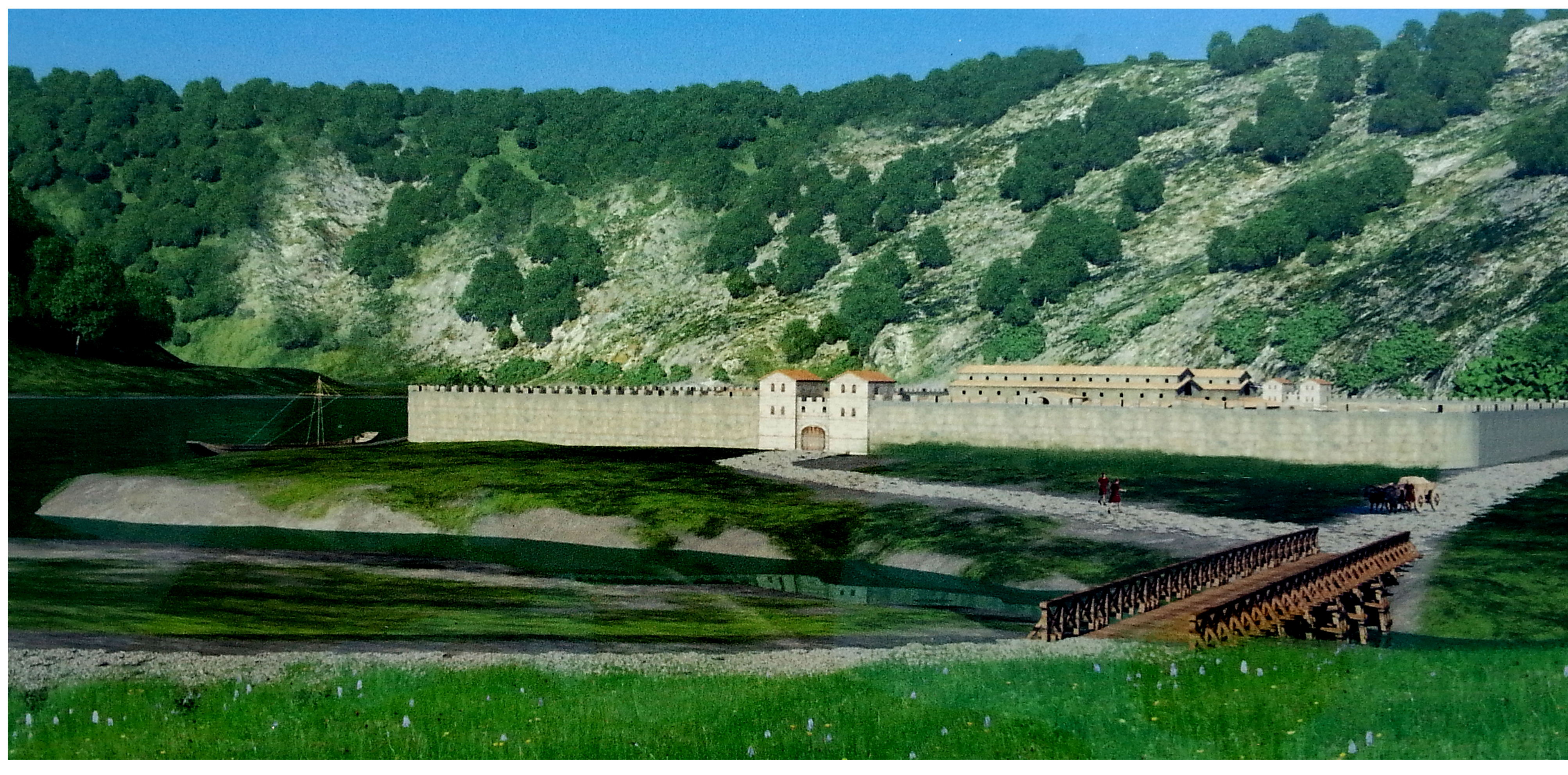
Kleinkastell Schlögen

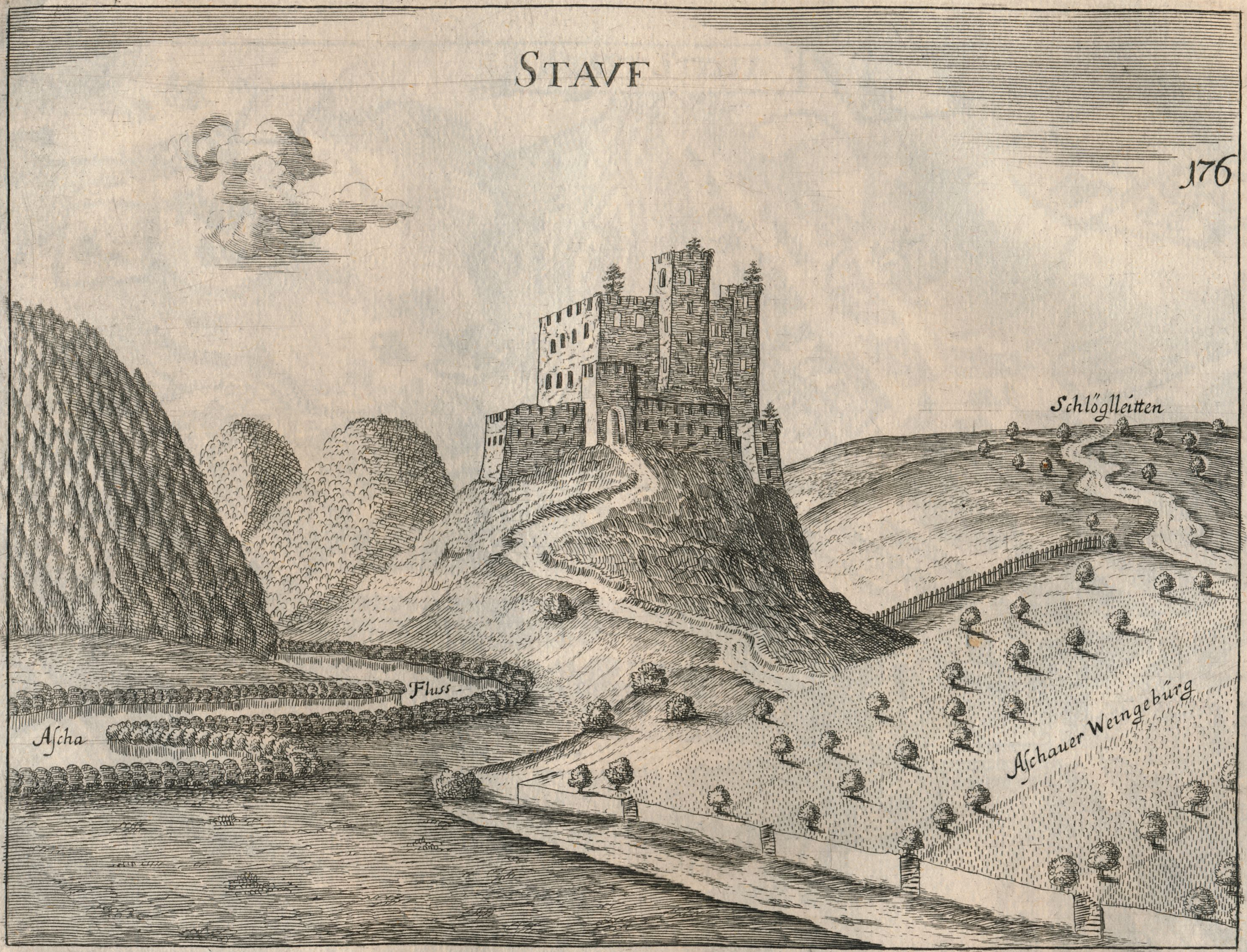
Burg Stauf, Stich von Georg Matthäus Vischer

Funde aus der Hallstattzeit belegen eine frühe Besiedlung. Eine größere Bedeutung erlangte das Gebiet in der Zeit der römischen Besiedlung. In der Lebensbeschreibung des hl. Severin, der mehrmals entlang der Donau zog, wird um 480 n. Chr. der Ort Ioviacum genannt. Aus dieser Zeit wurden Baureste bei Inzell, Rossgraben und See gefunden. Auch wurde das Kleinkastell Schlögen entdeckt, Teil des Donaulimes.
Die erste urkundliche Erwähnung von Heichenpach (Haibach) stammt aus dem Jahr 1121. Der Name kommt vom althochdeutschen Personennamen „Heicho“.
Beinahe aus der gleichen Zeit stammt auch der erste Beleg für die Burg Stauf: 1125 wird Wernhard de Stove als Inhaber genannt, ab 1161 nannte er sich Wernhard von Schaunberg. Die Größe der Burg zeigt der vom Innenhof zugängige Bergfried, er hatte eine Höhe vom mehr als zwanzig Meter. Die unteren Geschoße trugen ein Spitztonnengewölbe, die Turmkanten waren mit Steinquadern armiert. Die Burg wurde in der Schaunberger Fehde von 1380/81 erfolglos belagert, 1386 jedoch von Herzog Albrecht besetzt. Nach dem Aussterben der Schaunberger wechselten die Besitzer mehrfach, schon 1570 war die Burg nur mehr teilweise bewohnbar. Die Burgruine ist heute in Privatbesitz.
Ursprünglich im Ostteil des Herzogtums Bayern liegend, gehörte der Ort seit dem 12. Jahrhundert zum Herzogtum Österreich. Seit 1490 wird er dem Fürstentum Österreich ob der Enns zugerechnet. Während der Napoleonischen Kriege war der Ort mehrfach besetzt. Seit 1918 gehört die Gemeinde zum Bundesland Oberösterreich. Nach dem Anschluss Österreichs an das Deutsche Reich am 13. März 1938 gehörte der Ort zum „Gau Oberdonau“. 1945 erfolgte die Wiederherstellung Oberösterreichs.

## Kultur und Sehenswürdigkeiten
- Schlögener Schlinge

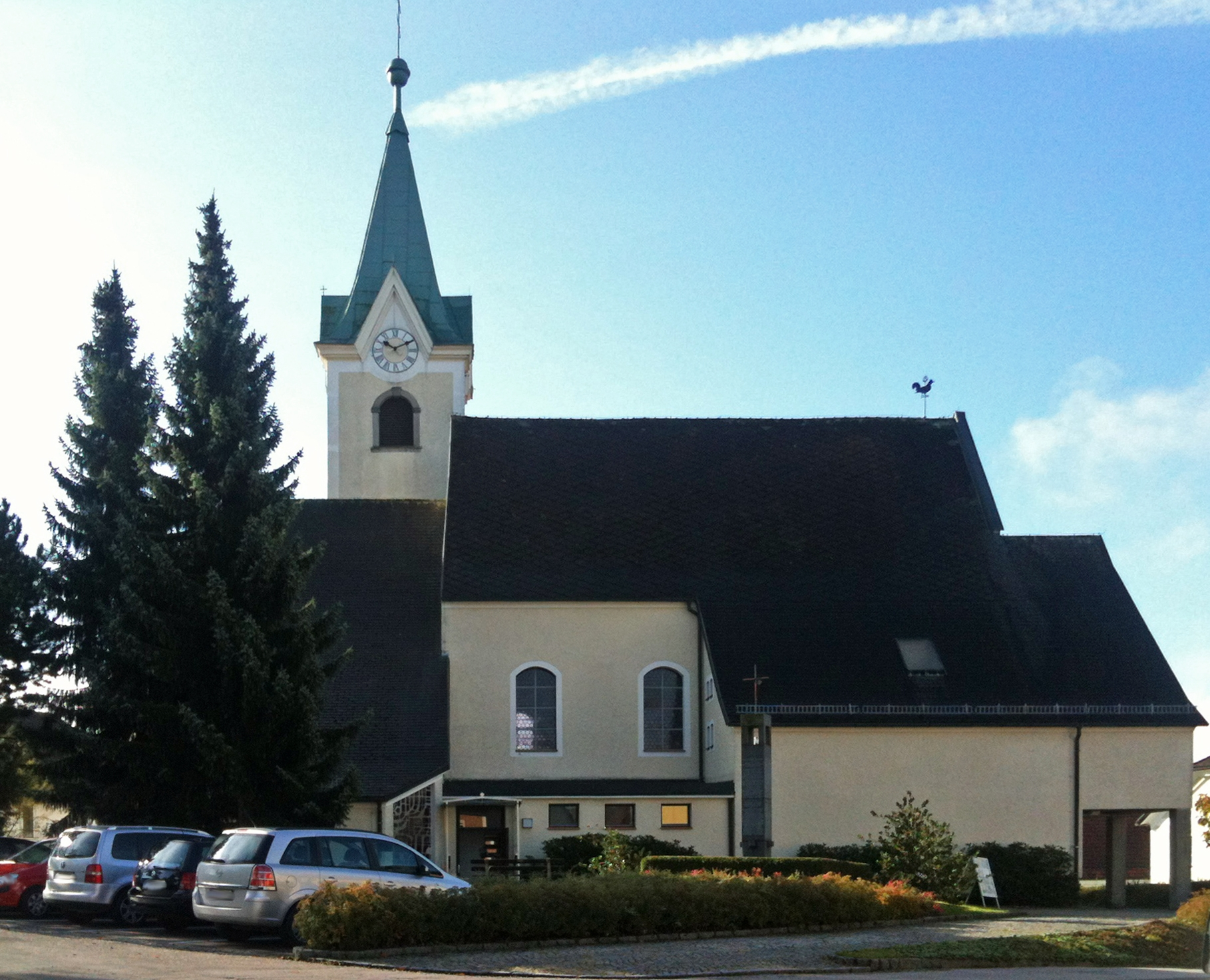
Pfarrkirche Haibach ob der Donau

- Kleinkastell Schlögen: Konservierte Reste des Westtores des römischen Kastells.
- Burgruine Stauf in Hinterberg: Die Burg wurde Mitte des 12. Jahrhunderts erbaut und war bis 1559 im Besitz der Herren von Schaunberg. Die mittelalterliche Burg besteht aus einem Bergfried, dem Palais und der Vorburg, von denen noch die Hauptmauern vorhanden sind.
- Katholische Pfarrkirche Haibach ob der Donau hl. Ulrich
- Kirche St. Nikola in Inzell

## Wirtschaft und Infrastruktur

### Wirtschaftssektoren
Von den 100 landwirtschaftlichen Betrieben des Jahres 2010 waren 35 Haupterwerbsbauern. Diese bewirtschafteten 55 Prozent der Flächen. Im schwach ausgeprägten Produktionssektor arbeiteten neun Erwerbstätige im Bereich Herstellung von Waren und drei in der Wasserver- und Abfallentsorgung. Die wichtigsten Arbeitgeber im Dienstleistungssektor waren die Bereiche Beherbergung und Gastronomie (51), soziale und öffentliche Dienste (32), freiberufliche Dienstleistungen (31) und der Handel (30 Mitarbeiter).
| Wirtschaftssektor            | Anzahl Betriebe | Anzahl Betriebe | Erwerbstätige | Erwerbstätige |
| Wirtschaftssektor            | 2011            | 2001            | 2011          | 2001          |
| ---------------------------- | --------------- | --------------- | ------------- | ------------- |
| Land- und Forstwirtschaft 1) | 100             | 119             | 60            | 50            |
| Produktion                   | 8               | 8               | 12            | 13            |
| Dienstleistung               | 63              | 38              | 161           | 138           |

1) Betriebe mit Fläche in den Jahren 2010 und 1999

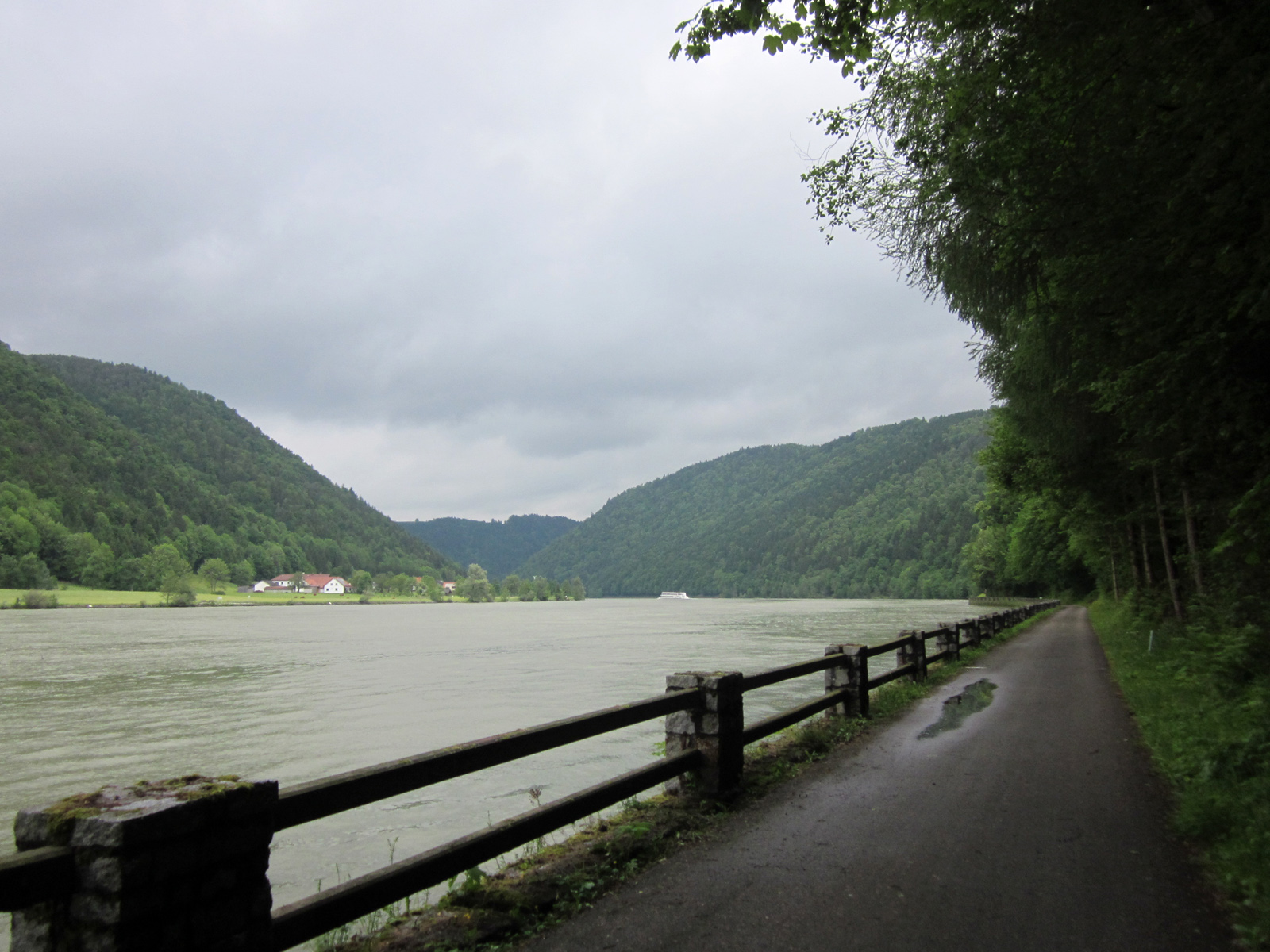
Donauradweg

### Arbeitsmarkt, Pendeln
Im Jahr 2011 lebten 666 Erwerbstätige in Haibach ob der Donau. Davon arbeiteten 72 in der Gemeinde, beinahe drei Viertel pendelten aus.

### Fremdenverkehr
Die Anzahl der Übernachtungen stieg von 35.000 im Jahr 2010 auf 40.000 im Jahr 2019. Der Großteil davon entfiel auf die Monate April bis Oktober. Bedeutende Angebote für die Urlauber sind der Donauradweg und Wanderurlaube.

## Politik

### Gemeinderat
Der Gemeinderat besteht aus 19 Mandataren.
| Partei | 2021    | 2021    | 2015    | 2015    | 2009  | 2009    | 2003  | 2003    | 1997  | 1997    |
| Partei | Prozent | Mandate | Prozent | Mandate | %     | Mandate | %     | Mandate | %     | Mandate |
| ------ | ------- | ------- | ------- | ------- | ----- | ------- | ----- | ------- | ----- | ------- |
| ÖVP    | 47,15   | 6       | 62,56   | 12      | 67,39 | 13      | 56,67 | 11      | 54,98 | 11      |
| SPÖ    | 30,39   | 4       | 37,44   | 7       | 32,61 | 6       | 37,90 | 7       | 33,83 | 6       |
| FPÖ    | 22,46   | 3       |         |         |       |         | 5,43  | 1       | 11,19 | 2       |

### Bürgermeister
Bürgermeister seit 1855 waren:
- 1855–1858 Franz Baldinger
- 1858–1860 Mathias Hinterhölzl
- 1860–1864 Franz Steinböck
- 1864–1867 Simon Freylinger
- 1867–1870 Franz Ecker
- 1870–1873 Josef Hinterberger
- 1873–1880 Mathias Reisinger
- 1880–1885 Franz Pusch
- 1885–1891 Michael Reisinger
- 1891–1894 Johann Damberger
- 1894–1897 Michael Stuhlberger
- 1897–1900 Johann Ecker
- 1900–1903 Michael Stuhlberger
- 1903–1906 Peter Steinbock
- 1906–1909 Anton Oberlehner
- 1909–1912 Johann Hinterhölzl
- 1912–1919 Johann Gfällner
- 1919–1924 Johann Hinterhölzl
- 1924–1929 Josef Strassl
- 1929–1942 Alois Hinterhölzl
- 1942–1945 Max Gfellner
- 1945–1949 Alois Hinterhölzl
- 1949–1955 Peter Dieplinger
- 1955–1997 Franz Steinbock
- 1997–2009 Josef Ecker (ÖVP)
- 2009–2021 Franz Straßl (ÖVP)
- seit 2021 Andreas Hinterberger (ÖVP)

### Wappen
Offizielle Beschreibung des 1984 verliehenen Gemeindewappens: „Durch einen silbernen Wellenbalken schräglinks geteilt; oben in Blau eine goldene Strahlensonne, unten in Grün ein goldener Römerhelm.“
Die Sonne zeigt die Bedeutung des Fremdenverkehrs, die Wellen symbolisieren die Donau und der Römerhelm weist auf das römische Kastell im 3. und 4. Jahrhundert hin.
Die Gemeindefarben sind Blau-Gelb.

## Persönlichkeiten
- Christoph Zeller († 1626): Oberhauptmann der Bauern im Oberösterreichischen Bauernkrieg von 1626
- Manfred Scheuer (* 1955): Bischof der Diözesen Innsbruck und Linz
- Jutta Pointner (* 1956): Autorin und Textilkünstlerin
- Leo Habringer (1927–2002): SPÖ-Politiker